# Katherine Moennig
Katherine Sian Moennig, detta Kate (Filadelfia, 29 dicembre 1977), è un'attrice statunitense.
È principalmente nota per il ruolo di Shane McCutcheon in The L Word (2004-2009) e The L Word: Generation Q (2019-in corso). Dal 2013 al 2020, ha interpretato il ruolo di Lena nella serie di Showtime Ray Donovan.

## Biografia
È la figlia di una ballerina di Broadway, Mary Zahn, e del liutaio William H. Moennig III. Inoltre Kate è la nipote dell'attrice Blythe Danner ed è cugina di Gwyneth Paltrow e Jake Paltrow.
A 18 anni Kate si trasferisce a New York per studiare all'American Academy of Dramatic Arts. Lavora come modella e prende parte ad alcuni spettacoli teatrali. Nel 1999 ottiene la parte principale nel videoclip della canzone Is Anybody Home? del gruppo canadese di rock alternativo Our Lady Peace. Il suo primo ruolo di rilievo lo ottiene nella serie televisiva Young Americans, nella quale interpreta Jacqueline "Jake" Pratt, una ragazza che entra alla Rawley Boys Academy fingendosi un ragazzo e che finisce per innamorarsi di Hamilton (Ian Somerhalder), il figlio del Decano.
Kate, nota per il suo aspetto androgino, ha avuto molte parti di personaggi lesbici o transgender. Ha partecipato all'audizione per la parte di Brandon Teena in Boys Don't Cry - che fu poi assegnata all'attrice Hilary Swank, che vinse l'Oscar per quella interpretazione. Inoltre ha recitato la parte di un transessuale prima di essere operato nella serie tv Law & Order - Unità vittime speciali nella puntata Fallacy. Dal 2004 al 2009 Kate recita nella serie The L Word, interpretando uno dei personaggi principali. Il suo ruolo è quello di Shane McCutcheon, una parrucchiera dall'infanzia e dall'adoloscenza tormentata, perché abbandonata dai genitori e finita in strada, che passa da una relazione con una donna ad un'altra.
Il 12 aprile 2006 Kate fa il suo esordio a Broadway recitando in Guardians, di Peter Morris. In questa rappresentazione teatrale Kate recita il ruolo di una ragazza statunitense, ispirato a Lyndie England, una giovane soldato dell'Esercito degli Stati Uniti del Virginia dell'Ovest che diviene il capro espiatorio in uno scandalo che tratta degli abusi sui prigionieri di una prigione in Iraq. Il racconto è basato su una storia vera. Kate interpreta un ruolo minore nel film uscito nel 2006, Art School Confidential - I segreti della scuola d'arte recitando come Candace, una modella di arte che prova un interesse nei confronti del protagonista Jerome.
Nel 2007 partecipa ad un documentario, intitolato My Address: A Look At Gay Youth Homelessness, girato da Gigi Nicolas, in cui intervista alcuni adolescenti gay cacciati di casa dai genitori e finiti in strada, ospitati presso l'Istituto a New York. Recita anche la parte del dott. Miranda Foster, un chirurgo che si sta specializzando in trapianti, nella serie televisiva Three Rivers nel 2009. O Sempre nel 2009 interpreta il piccolo ruolo di Jilly nel film Stanno tutti bene - Everybody's Fine, remake dell'omonimo film di Giuseppe Tornatore, con Robert De Niro, Drew Barrymore e Kate Beckinsale.
Nell'ottobre 2010 appare anche nel quinto episodio della quinta stagione della serie televisiva americana Dexter, nel piccolo ruolo di una tatuatrice. Nel 2011 interpreta la piccola parte di Gloria, una prostituta tossicodipendente, nel film di Brad Furman The Lincoln Lawyer, e lavora al fianco di Amanda Seyfried nella pellicola Gone, di Heitor Dhalia. Dal 2013 al 2019 ha interpretato il ruolo di Lena Barnum, nella serie tv Ray Donovan. Nel 2019, Moennig riprende il suo ruolo di Shane McCutcheon nel sequel di The L Word, The L Word: Generation Q.

## Vita privata
Moennig è apertamente lesbica. Dal 2017 è sposata con la regista e musicista brasiliana Ana Rezende.

## Filmografia

### Cinema
- The Ice People, regia di Susanne Oberbeck (2000) - cortometraggio
- Slo-Mo, regia di John Krokidas (2001) - cortometraggio
- Hard Attraction, regia di Peter Sehr (2001)
- The Shipping News - Ombre dal profondo (The Shipping News), regia di Lasse Hallström (2001)
- Invitation to a Suicide, regia di Loren Marsh (2004)
- Art School Confidential - I segreti della scuola d'arte (Art School Confidential), regia di Terry Zwigoff (2006)
- Stanno tutti bene - Everybody's Fine (Everybody's Fine), regia di Kirk Jones (2009)
- The Lincoln Lawyer, regia di Brad Furman (2011)
- Gone, regia di Heitor Dhalia (2012)
- My Dead Boyfriend, regia di Anthony Edwards (2016)
- Squealer, regia di Andy Armstrong (2023)

### Televisione
- Young Americans – serie TV, 8 episodi (2000)
- Law & Order - I due volti della giustizia (Law & Order) – serie TV, episodio 12x03 (2001)
- Law & Order - Unità vittime speciali (Law & Order: Special Victims Unit) – serie TV, episodio 4x21 (2003)
- CSI: Miami – serie TV, episodio 6x19 (2008)
- The L Word – serie TV, 70 episodi (2004-2009)
- Three Rivers – serie TV, 13 episodi (2009-2010)
- Dexter – serie TV, episodio 5x05 (2010)
- Ray Donovan – serie TV, 75 episodi (2013-2019)
- Grown-ish – serie TV, 8 episodi (2019)
- The L Word: Generation Q – serie TV, 28 episodi (2019-2023)
- Ray Donovan: The Movie, regia di David Hollander – film TV (2022)
- No Good Deed – serie TV, 3 episodi (2024)

### Videoclip
- Is Anybody Home - Our Lady Peace (1999)

## Teatro
- Guardians

## Doppiatrici italiane
Nelle versioni in italiano delle opere in cui ha recitato, Katherine Moennig è stata doppiata da:
- Laura Lenghi in The L Word, CSI: Miami, Three Rivers, The L Word: Generation Q
- Marzia Dal Fabbro in Ray Donovan, Ray Donovan: The Movie
- Stella Musy in Stanno tutti bene - Everybody's Fine
- Paola Majano in The Lincoln Lawyer
- Chiara Gioncardi in No Good Deed